# Istočnodamarski jezik
Istočnodamarski jezik (zvan i južnodamarski; damar-wulur, east damar, south damar; ISO 639-3: dmr), jezik jugozapadne molučke podskupine timorskih jezika koji se govori u šest sela na istočnoj strani otoka Damar na Molucima, Indoneziji. Nije razumljiv sa zapadnodamarskim. Populacija: 2 800 (1990 SIL).

## Vanjske poveznice
- Ethnologue (14th)
- Ethnologue (15th)